# Талвисъярви
Талвисъярви — озеро на территории Пенингского и Воломского сельских поселений Муезерского района Республики Карелии.

## Общие сведения
Площадь озера — 2,1 км², площадь водосборного бассейна — 239 км². Располагается на высоте 175,2 метров над уровнем моря.
Форма озера лопастная, продолговатая: сильно вытянуто с северо-запада на юго-восток. Берега каменисто-песчаные, преимущественно возвышенные.
Через озеро протекает река Талвиесдеги, протекающая выше через озеро Чиасъярви и втекающая с правого берега в реку Волому, впадающую в Сегозеро. Также в озеро втекает протока, текущая из озёр Палоярви и Хагоярви).
В озере расположен один небольшой остров без названия.
С южной стороны озера проходит лесная дорога.
Код объекта в государственном водном реестре — 02020001111102000007581.